# Roger de Vilmorin
Roger de Vilmorin (Parigi, 12 settembre 1905 – Verrières-le-Buisson, 20 luglio 1980) è stato un botanico e genetista francese.

## Biografia
Roger de Vilmorin (nome completo: Roger Marie Vincent Philippe Lévêque de Vilmorin) era figlio naturale di Mélanie de Gaufridy de Dortan (1876-1937) e del re di Spagna Alfonso XIII (del quale sono noti altri quattro figli naturali). È comunque stato riconosciuto dal marito di sua madre, Philippe de Vilmorin, un noto botanico e orticoltore. Tra il 1926 e il 1964 diresse i servizi scientifici della Vilmorin & Cie, una società produttrice di sementi. Nel 1946 divenne membro dell'AAF (Académie d'agriculture de France), una istituzione pubblica della quale fu nominato direttore nel 1961. Fu inoltre membro della Société botanique de France, che presiedette nel 1953-1954, e del Comité international de nomenclature botanique dal 1954 al 1972. Tra i taxa vegetali che descrisse nell'ambito dei suoi studi botanici si può ricordare Gentiana ligustica.

## Riconoscimenti
Nel 1990 Roger de Vilmorin e suo fratello Olivier sono stati inseriti tra i Giusti tra le nazioni dall'Ente nazionale per la Memoria della Shoah di Gerusalemme perché durante la Seconda guerra mondiale salvarono alcuni ebrei dalla deportazione ad Auschwitz.
Roger de Vilmorin fu ufficiale dell'Ordine delle Palme accademiche e dell'Ordine nazionale della Legion d'onore, commendatore dell'Ordine al merito agricolo e cavaliere dell'Ordine nazionale al merito.
A Verrières-le-Buisson esiste un arboretum dedicato a lui.

## Ascendenza
|                                                  |                                |                                             | Genitori                                       |  |  | Nonni |  |  | Bisnonni                                          |  |  | Trisnonni                                   |  |
|                                                  |                                |                                             |                                                |  |  |       |  |  | Francisco de Asís de Borbón y Borbón-Dos Sicilias |  |  | Francisco de Paula de Borbón y Borbón-Parma |  |
|                                                  |                                |                                             |                                                |  |  |       |  |  | Francisco de Asís de Borbón y Borbón-Dos Sicilias |  |  | Francisco de Paula de Borbón y Borbón-Parma |  |
|                                                  |                                | Luisa Carlotta di Borbone-Due Sicilie       |                                                |  |  |       |  |  | Francisco de Asís de Borbón y Borbón-Dos Sicilias |  |  |                                             |  |
| Alfonso XII de España                            |                                |                                             |                                                |  |  |       |  |  | Francisco de Asís de Borbón y Borbón-Dos Sicilias |  |  |                                             |  |
|                                                  |                                | Isabel II de España                         | Fernando VII de España                         |  |  |       |  |  |                                                   |  |  |                                             |  |
|                                                  |                                | Isabel II de España                         | Fernando VII de España                         |  |  |       |  |  |                                                   |  |  |                                             |  |
|                                                  |                                | Isabel II de España                         | Maria Cristina di Borbone-Due Sicilie          |  |  |       |  |  |                                                   |  |  |                                             |  |
| Alfonso XIII de España                           |                                | Isabel II de España                         |                                                |  |  |       |  |  |                                                   |  |  |                                             |  |
|                                                  |                                | Karl Ferdinand von Habsburg-Teschen         | Karl von Habsburg-Teschen                      |  |  |       |  |  |                                                   |  |  |                                             |  |
|                                                  |                                | Karl Ferdinand von Habsburg-Teschen         | Karl von Habsburg-Teschen                      |  |  |       |  |  |                                                   |  |  |                                             |  |
|                                                  |                                | Karl Ferdinand von Habsburg-Teschen         | Henriette Alexandrine von Nassau-Weilburg      |  |  |       |  |  |                                                   |  |  |                                             |  |
| Maria Christina von Habsburg-Lothringen          |                                | Karl Ferdinand von Habsburg-Teschen         |                                                |  |  |       |  |  |                                                   |  |  |                                             |  |
|                                                  |                                | Elisabeth Franziska von Habsburg-Lothringen | Giuseppe d'Asburgo-Lorena                      |  |  |       |  |  |                                                   |  |  |                                             |  |
|                                                  |                                | Elisabeth Franziska von Habsburg-Lothringen | Giuseppe d'Asburgo-Lorena                      |  |  |       |  |  |                                                   |  |  |                                             |  |
|                                                  |                                | Elisabeth Franziska von Habsburg-Lothringen | Maria Dorothea von Württemberg                 |  |  |       |  |  |                                                   |  |  |                                             |  |
| Roger Marie Vincent Philippe Lévêque de Vilmorin |                                | Elisabeth Franziska von Habsburg-Lothringen |                                                |  |  |       |  |  |                                                   |  |  |                                             |  |
|                                                  | François de Gaufridy de Dortan | François de Gaufridy de Dortan              |                                                |  |  |       |  |  |                                                   |  |  |                                             |  |
|                                                  | François de Gaufridy de Dortan | François de Gaufridy de Dortan              |                                                |  |  |       |  |  |                                                   |  |  |                                             |  |
|                                                  | François de Gaufridy de Dortan | Adèle Vial du Vallon                        |                                                |  |  |       |  |  |                                                   |  |  |                                             |  |
| Roger de Gaufridy de Dortan                      | François de Gaufridy de Dortan |                                             |                                                |  |  |       |  |  |                                                   |  |  |                                             |  |
|                                                  |                                | Melanie de Pinelli                          | Emile de Pinelli                               |  |  |       |  |  |                                                   |  |  |                                             |  |
|                                                  |                                | Melanie de Pinelli                          | Emile de Pinelli                               |  |  |       |  |  |                                                   |  |  |                                             |  |
|                                                  |                                | Melanie de Pinelli                          | Marthe Lydia de Forbin de La Barben            |  |  |       |  |  |                                                   |  |  |                                             |  |
| Marie Mélanie de Gaufridy de Dortan              |                                | Melanie de Pinelli                          |                                                |  |  |       |  |  |                                                   |  |  |                                             |  |
|                                                  |                                | Adrien de Verdonnet                         | Victor de Verdonnet                            |  |  |       |  |  |                                                   |  |  |                                             |  |
|                                                  |                                | Adrien de Verdonnet                         | Victor de Verdonnet                            |  |  |       |  |  |                                                   |  |  |                                             |  |
|                                                  |                                | Adrien de Verdonnet                         | Laure de Salignac de La Mothe-Fénelon          |  |  |       |  |  |                                                   |  |  |                                             |  |
| Adélaïde de Verdonnet                            |                                | Adrien de Verdonnet                         |                                                |  |  |       |  |  |                                                   |  |  |                                             |  |
|                                                  |                                | Mathilde Symonet                            | Adolphe Symonet                                |  |  |       |  |  |                                                   |  |  |                                             |  |
|                                                  |                                | Mathilde Symonet                            | Adolphe Symonet                                |  |  |       |  |  |                                                   |  |  |                                             |  |
|                                                  |                                | Mathilde Symonet                            | Adélaïde Elisabeth Charlotte Bajot de Conantré |  |  |       |  |  |                                                   |  |  |                                             |  |
|                                                  |                                | Mathilde Symonet                            |                                                |  |  |       |  |  |                                                   |  |  |                                             |  |

## Alcune opere
- Guinochet, M; R Vilmorin. 1998. Flore de France (fasc. 1). Ed. Rolters Kluwer (DOIN). ISBN 978-2-7040-0286-3
- Guinochet, M; R Vilmorin. 1998. Flore de France (fasc. 2). Ed. Rolters Kluwer (DOIN). ISBN 978-2-7040-0287-0
- Guinochet, M; R Vilmorin. 1998. Flore de France (fasc. 3). Ed. Rolters Kluwer (DOIN). ISBN 978-2-7040-0302-0
- Guinochet, M; R Vilmorin. 1998. Flore de France (fasc. 4). Ed. Rolters Kluwer (DOIN). ISBN 978-2-222-02885-7